# Presian Ridge
Presian Ridge (englisch; bulgarisch Пресиянов рид Presijanow rid) ist ein maximal 1465 m hoher und 0,95 km langer Gebirgskamm mit ost-westlicher Ausrichtung auf der Livingston-Insel im Archipel der Südlichen Shetlandinseln. Im Friesland Ridge der Tangra Mountains erstreckt er sich Mount Friesland im Westen bis zum Catalunyan Saddle im Osten und ragt 3,5 km südlich des Kuzman Knoll sowie 4,1 km südöstlich des Hauptgipfels des Plíska Ridge auf.
Bulgarische Wissenschaftler kartierten ihn zwischen 2004 und 2005. Die bulgarische Kommission für Antarktische Geographische Namen benannte ihn 2005 nach Presian I., von 836 bis 852 Khan von Bulgarien.